# Daniela Ceccarelli

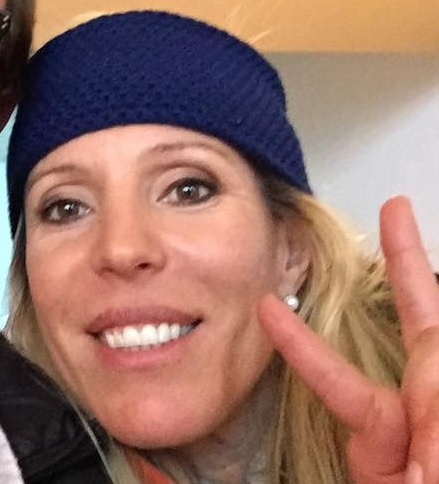
Daniela Ceccarelli in 2017

Daniela Ceccarelli (Frascati, 25 september 1975) is een Italiaans voormalig alpineskiester. Ze heeft zich toegelegd op de snelheidsdisciplines: afdaling en super G.
Op 7 maart 1996 nam ze voor het eerst deel aan een wereldbekerwedstrijd. Op de super G van Kvitfjell werd ze toen 26e. In 1998 kreeg ze dankzij haar goede resultaten in Europabekerwedstrijden een plaats in het Italiaanse nationale team. Ze behaalde haar beste resultaten in de periode 2001-2004, met als hoogtepunt de olympische titel op de super G op de Olympische Winterspelen 2002 in Salt Lake City. Ze werd Italiaans kampioen op de super G in 2002 en op de afdaling in 2003. Ze haalde drie keer het podium van een wereldbekerwedstrijd, maar zonder overwinning. Ze deed mee aan de wereldkampioenschappen alpineskiën van 1999, 2001, 2003 en 2005, maar kon zich er nooit in de top-tien plaatsen.

## Palmares

### Olympische Winterspelen
- Salt Lake City (2002)
  - Gouden medaille in de super G
  - 20e in de afdaling
  - 15e in de combinatie

- Turijn (2006)
  - 31e in de super G

### Wereldbeker
- Podiumplaatsen in wereldbekerwedstrijden:
  - 2e in de Super G van Sankt Moritz 2001
  - 2e in de Super G van Val-d'Isère 2002
  - 3e in de afdaling van Cortina d'Ampezzo 2002.

- Beste resultaten in de eindstand van de algemene wereldbeker:
  - 16e in 2003
  - 19e in 2002
  - 30e in 2004

- Beste resultaten in de eindstand van de wereldbeker afdaling:
  - 11e in 2002
  - 13e in 2003
  - 13e in 2004

- Beste resultaten in de eindstand van de wereldbeker super G:
  - 6e in 2003
  - 7e in 2002.